# Klášter celestýnů v Paříži
Klášter celestýnů (francouzsky Couvent des Célestins) byl pařížský klášter, který se nacházel ve čtvrti Marais v dnešním 4. obvodu.

## Historie
Řád celestýnů se usadil na pravém břehu Seiny na místě, které jim věnoval roku 1352 Marcel Garnier na bývalé ulici Rue de de Pute-y-Musse, dnes Rue du Petit-Musc. Klášter sousedil z východu s královským palácem Hôtel Saint-Pol. Díky této poloze se z členů řádu stávali královští notáři a kaplani, později dokonce i sekretáři. Přízeň Jana II. a zejména Karla V. jim umožnila získat prostředky a od roku 1367 vystavět velký kostel. Rod Orleánských jej používal jako rodovou nekropoli, po bazilice Saint-Denis, druhé největší pohřebiště Kapetovců. Dnes se již po klášteru celestýnů nenacházejí v Paříži žádné pozůstatky. V místě, kde tehdy klášter stál, se rozkládá Boulevard Henri-IV. Po klášteru zůstal pouze název nábřeží Quai des Célestins.